# 萬里蟹
萬里蟹，台灣的海產行銷品牌，為台灣新北市萬里區漁民捕獲的海蟹，佔了台灣八成以上的海蟹捕撈量，產地主要來自新北市富貴角外海的「西北漁場」，萬里區漁民也發展出台灣第一的捕蟹產業。因此在2012年8月，新北市政府成立「萬里蟹」品牌並積極行銷，萬里區漁民約定成俗使用螢光綠色的三股特多龍繩來紮綁海蟹，也成為萬里蟹的一大特徵。
新北市政府漁業及漁港事業管理處於2014年完成商標註冊，取得「萬里蟹」的中華民國商標註冊證

## 種類
萬里蟹包含三大類海蟹：花蟹(鏽斑蟳)、三點蟹(红星梭子蟹)及石蟳(善泳蟳、顆粒蟳)。

## 產區
新北市捕蟹產業源起於石門富基漁港，後由萬里區漁民發展出更專精的捕蟹技術與漁船規模，因此萬里區成為台灣捕蟹漁業最重要的基地，捕撈海蟹量佔台灣八成以上，萬里區四大漁港（野柳漁港、東澳漁港、龜吼漁港、萬里漁港）更成為台灣海蟹最大集散地，年產量約500噸。
萬里蟹主要產量，來自新北市富貴角外海，東經120度40分以東、北緯26度以南的「西北漁場」海域，但萬里漁夫在春夏4~5月時分，也會移往台中外海及澎湖捕蟹，因此像台中梧棲港、澎湖馬公港、高雄興達港等，也是重要的萬里蟹卸貨集散地。 

## 捕撈方式
海蟹捕撈方式，通常可分為拖網、圍網、蟹籠三種，而萬里區是以蟹籠方式為主。漁民以漁線編成、僅有三個入口的鐵製圓型蟹籠，中間置入鰹魚或秋刀魚片為誘餌，然後投入海底，待螃蟹爬進籠中，就立即被困住，漁民再收起蟹籠，即可抓到海蟹。
捕蟹船跟一般漁船不同，必須騰出很多空間，來收納蟹籠。每艘船會攜帶約五組以上的蟹籠，每一組約有360個蟹籠，前後各有一個固定的錨，同時仔細紮成一長列。出海後，到達船長認為螃蟹聚集的海域，漁民便把一組組置入餌料的蟹籠，依續丟入海中，
蟹籠沈在海底至少16~20小時後，漁民再以起錨機，一一將籠具拉上船同時立即將捕獲的海蟹取出，並一隻隻綁好（以免螃蟹相互廝殺而死亡），置入船內的海水艙貯放。
把蟹收好後，漁民還得整理蟹籠及餌料，然後再反覆 : 放餌＞放籠＞收籠＞綁蟹的程序，整個流程費時十餘小時以上。
另外自2014年4月起，江宜樺內閣制定「沿近海漁船捕撈蟳蟹類漁獲管制措施」，明文規定若捕獲甲殼寬分別未滿6至8公分之蟳蟹，至遲需於進港後12小時內放回海中，否則將開罰最重15萬元，且每年8月16日至11月15日禁止漁船捕撈抱卵母蟹。  行政院農業委員會漁業署並於2022年修正「沿近海漁船捕撈蟳蟹類漁獲管制措施」，自2022年8月起，禁止捕撈、持有、販售甲殼寬未滿9公分的花蟹和三點蟹，以及甲殼未滿7公分的石蟳，8月1日起至12月31日間，禁止捕撈、持有、販售抱卵母蟹，違反者最高可罰15萬元。 行政院農業委員會漁業署再於2023年3月29日發佈新增管制措施，每年8月1日至12月31日，禁止捕撈、持有、陳列、展示、販售「卸下或持有腹部未自然連附於胸部腹甲之蟳蟹」。

## 萬里蟹品牌行銷
「萬里蟹品牌行銷」成效獲得肯定，新北市政府新聞局因該案於2014年獲「財團法人公共關係基金會」頒發政府公關優異獎。
2014年8月，新北市規劃「萬里蟹的奇幻旅程漁人故事館」短期展覽。

## 外部連結
- 微笑台灣：從產地到餐桌，地產地消萬里來品蟹 （页面存档备份，存于）
- 萬里蟹品牌官網 （页面存档备份，存于）